# Flavio Poli

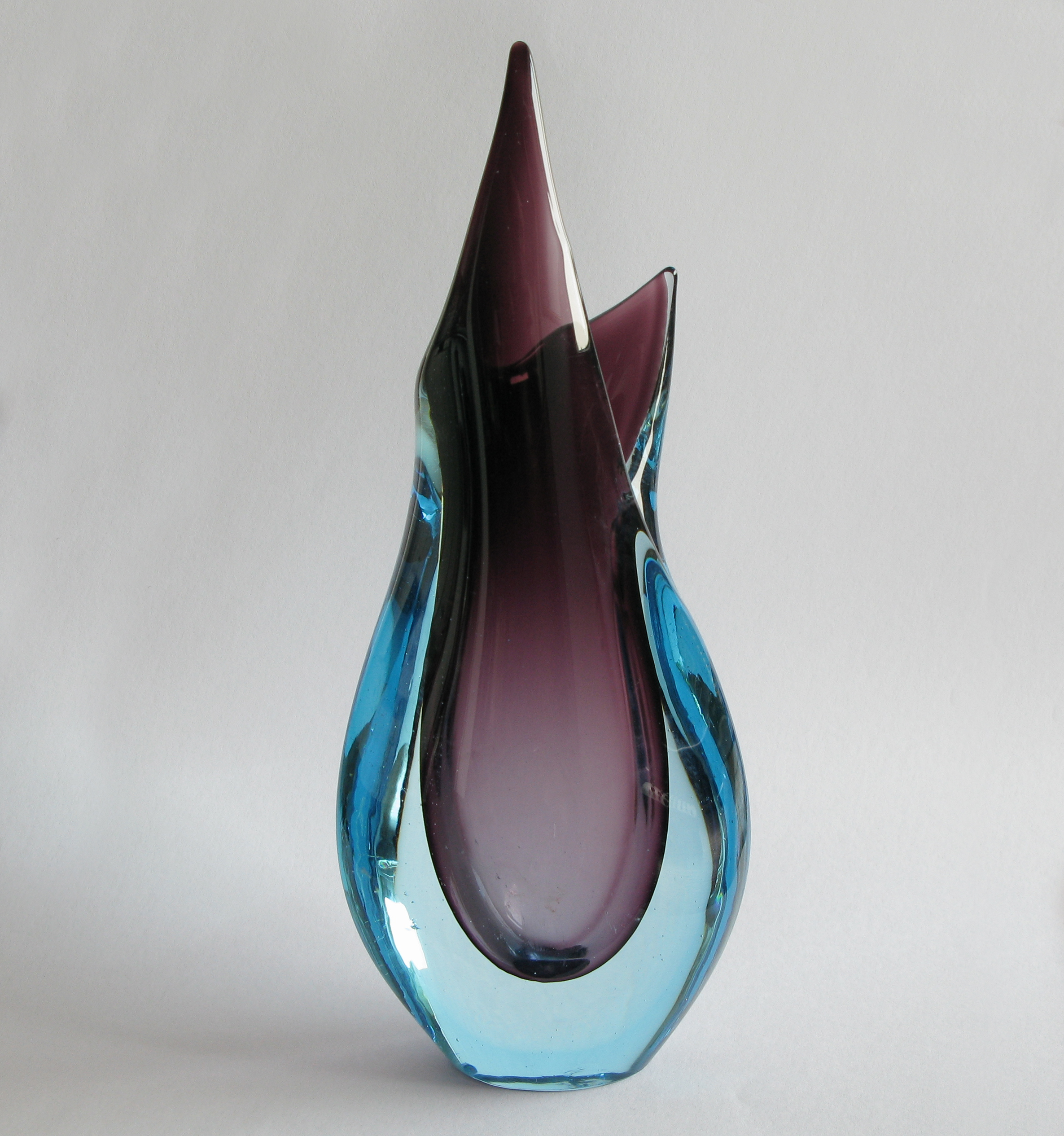
Zipfel- oder Tropfenvase, Flavio Poli für Seguso Vetri d’Arte

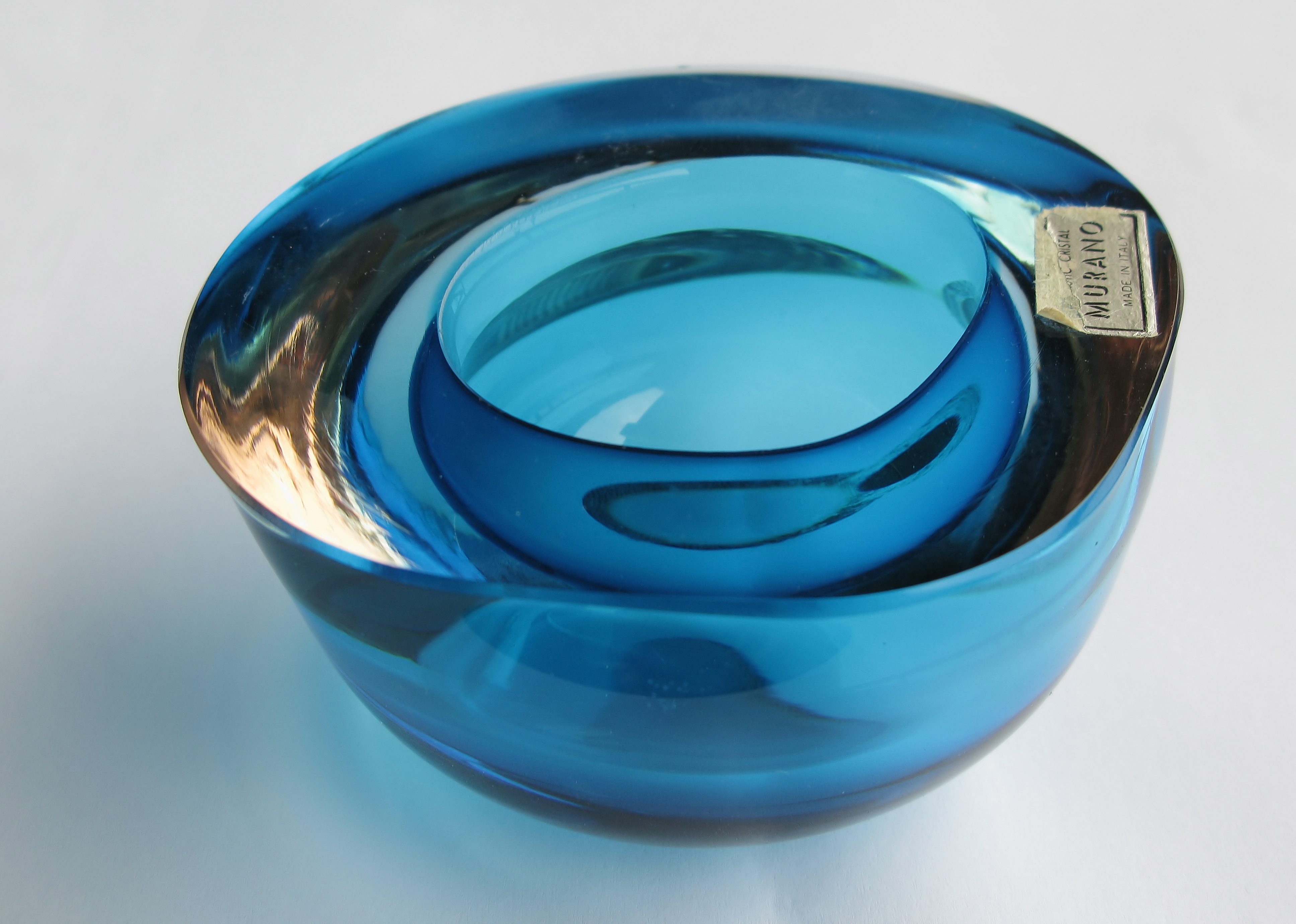
Kleine Schale, Flavio Poli für Seguso Vetri d’Arte

Flavio Poli (* 1900 in Chioggia; † 1984 in Venedig) war ein italienischer Glasdesigner.
Flavio Poli hatte eine Ausbildung als Keramiker hinter sich, als er 1929 eine Zusammenarbeit mit der Glasfabrik I.V.A.M. begann, für die er massive Skulpturen entwarf. Berühmt wurde er jedoch ab 1934 mit seinen Designs für die venezianische Glashütte Seguso auf Murano, deren künstlerische Leitung er schließlich übernahm und bis zu seinem Ausscheiden im Jahr 1963 innehatte.
Zu Polis bekanntesten Entwürfen gehören die Stellwand zodiaco aus Opalglas, der Leuchter vetro traliccio und seine futuristischen Dekorationen vetro astrale. In den 1950ern entwarf er eine Serie mundgeblasener Gefäße aus Überfangglas und wurde 1954 mit dem Compasso d’Oro ausgezeichnet. Außerdem gewann er in dieser Zeit mit seinen zeitgenössisch geformten Glasartikeln vier Grand-prix-Auszeichnungen bei den Mailänder Triennale-Ausstellungen.